# Weteringschans 126-128
Weteringschans 126-128 te Amsterdam-Centrum is een gebouw aan de Weteringschans in Amsterdam-Centrum.
Het was hier eeuwenlang agrarisch gebied, maar Amsterdam rukte in de 19e eeuw sterk op. Op het terrein tussen het Weteringplantsoen en het Paleis voor Volksvlijt werd toen eigenlijk ook de Schans ingelijfd voor woningbouw. Het plaatselijk gebied tussen de Schans en de Singelgracht werd midden 19e eeuw volgebouwd met gebouwen en andere benodigdheden van de Hollandsche Gasfabriek. Toen Amsterdam in 1885 daar geen gas meer van afnam, werden de installatie nutteloos en werden ze afgebroken. In juni 1890 startte op die plek tegen de Weteringschans aan de bouw van een dubbel herenhuis, dat werd gebouwd door Z. Deenik & Zn die in die maand begon met het aanleggen van de funderingen. Daarop kwam een symmetrisch gebouw, dat al dan niet ontworpen was met medewerking van architect Herman Gerard Jansen.
Overigens werd en wordt het gebouw omringd door soortgelijke gebouwen, waarvan er echter in 2024 geen monumentstatus heeft (rij 120-132).
Het gebouw kent een souterrain in de plint, die opgetrokken is in natuursteen. Middels een hardstenen lijst gaat de gevel over in een bepleisterde bel-etage. Vanuit die etage vinden twee Franse balkons ondersteuning vanuit consoles. Die balkons, ingepast in een balustrade over de volle breedte van de gevels, hangen aan de eerste etage en hebben natuurstenen balusters in de balkonafscheidingen. De eerste en tweede etages zijn opgetrokken uit rood baksteen en rijk versierd met natuursteen accenten rondom de ramen, balkondeuren, als ook banden. Boven de geornamenteerde daklijst bevindt zich een centraal geplaatste dakkapel voor de zolderetage onder een afgeplat schilddak. In het dakvlak zijn twee runderogen zichtbaar, al hebben die daar niet altijd gezeten (nr 126 moest het rond 1990 een tijdje zonder doen, maar in 2002 werd er een nieuw exemplaar gezet). Het geheel heeft het karakter van de neorenaissance. De huisnummers zijn in cartouches geplaatst.
Opmerkelijk aan het gebouw is dat huisnummer 126 sinds 2002 een rijksmonument is (512987) en huisnummer 128 een gemeentelijk monument. Het verschil moet gezocht worden in de status van het interieur, dat in 126 grotendeel bewaard is gebleven en in 128 niet, maar zie ook bijvoorbeeld het glas-in-lood in de bovenlichten van 126, die bij 128 totaal ontbreken.
In gebouw 128 was een tijd lang het Japans restaurant Yoichi gevestigd. Componist Daniël de Lange en beeldend kunstenaar Paul Gorter woonden op huisnummer 126 (in aparte tijdsperioden).
.